# منیزیم دی‌گلوتامات
منیزیم دی‌گلوتامات (به انگلیسی: Magnesium diglutamate) یک ترکیب شیمیایی با شناسه پاب‌کم ۴۰۹۲۶۲۲ است. 